# Koninklijke Akademie van Beeldende Kunsten (Amsterdam)

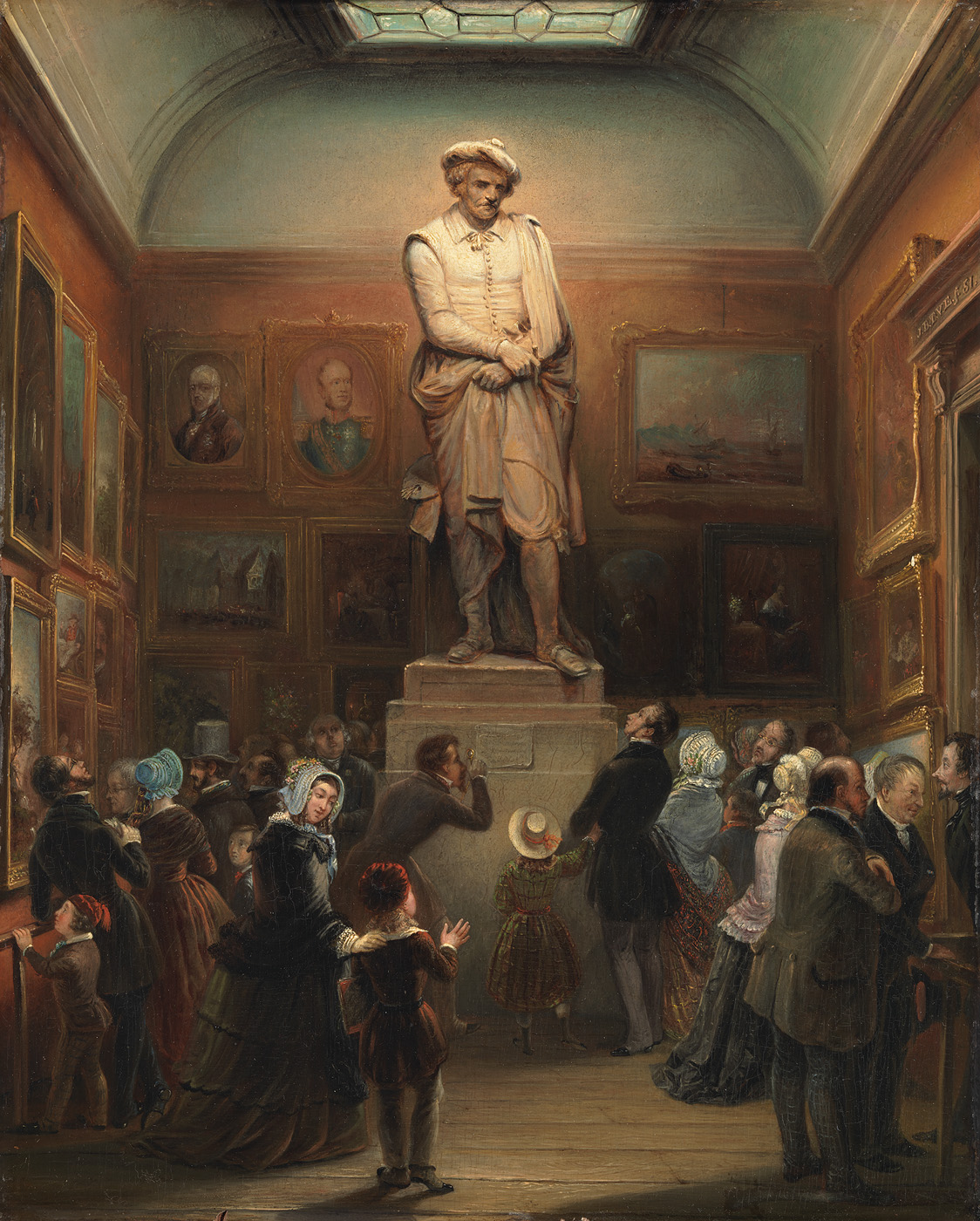
Gipsmodel van het Rembrandtmonument tijdens een tentoonstelling van Levende Meesters (1848) in het academiegebouw.

De Koninklijke Akademie van Beeldende Kunsten (ook Koninklijke Akademie voor Schone Kunsten) te Amsterdam was van 1820 tot 1870 de hoogste kunstopleiding in het Koninkrijk der Nederlanden. Tot 1830 deelde zij deze rol met de academie van Antwerpen. De Akademie was de opvolger van de Stadstekenacademie. In 1870 werd de Akademie opgeheven en vervangen door de Rijksakademie.
De eerste directeur van de Koninklijke Akademie was Jan Willem Pieneman, die later in 1844 directeur van het Rijksmuseum zou worden. Een bekende professor en directeur Beeldhouwkunde was Paulus Joseph Gabriël.
Een deel van het archief van deze Koninklijke Akademie bevindt zich in het stadsarchief van de gemeente Amsterdam.

## Verder lezen
- J.A.H. Reynaerts, Het karakter onzer Hollandsche school'. De Koninklijke Akademie van Beeldende Kunsten te Amsterdam, 1817-1870. Universiteit van Amsterdam, 11 april 2000 (dissertatie)